# D.N.Angel
D.N ANGEL(디 앤 앤젤) 은 스기사키 유키루의 만화와 이것을 원작으로 하는 드라마 CD, TV 애니메이션, 컴퓨터 게임을 말한다.